# Теорема Вейля о равномерном распределении
Теорема Вейля о равномерном распределении формулирует критерий равномерной распределённости бесконечной последовательности вещественных чисел из отрезка {\displaystyle (0;1)}.
Теорема была доказана в 1914 и опубликована в 1916 году Германом Вейлем.

## Определения
Пусть {\displaystyle \xi _{1},\xi _{2},\dots } — бесконечная последовательность вещественных чисел из интервала {\displaystyle (0;1)}
Для чисел {\displaystyle a,b\in (0;1),\ a<b} обозначим через {\displaystyle \varphi _{n}(a,b)=\#\left\lbrace {k:1\leq k\leq n,\xi _{k}\in (a;b)}\right\rbrace } количество чисел из {\displaystyle \xi _{1},\dots ,\xi _{n}}, лежащих в отрезке {\displaystyle (a;b)}.
Определим предельное наибольшее отклонение как {\displaystyle D_{\xi }=\lim \sup _{n\to \infty }{\left({{\frac {\varphi _{n}(a,b)}{n}}-(b-a)}\right)}}.
Последовательность {\displaystyle \xi _{1},\xi _{2},\dots } называется равномерно распределённой в {\displaystyle (0;1)} если {\displaystyle D_{\xi }=0}. Иными словами, последовательность равномерно распределённа в {\displaystyle (0;1)} если в любом ненулевом отрезке доля элементов, попадающих в этот отрезок, стремится к доле размера отрезка в {\displaystyle (0;1)}.

## Формулировка теоремы
| Последовательность {\displaystyle \left({\xi _{n}}\right)_{n=1}^{\infty },\xi _{n}\in (0;1)} равномерно распределена в {\displaystyle (0;1)} тогда и только тогда, когда для любой интегрируемой по Риману на отрезке {\displaystyle (0;1)} функции {\displaystyle f} выполняется тождество: {\displaystyle \lim \limits _{n\to \infty }{{\frac {1}{n}}\sum \limits _{k=1}^{n}{f(\xi _{k})}}=\int \limits _{0}^{1}{f(x)dx}} |

Очевидно, что утверждение о равномерной распределённости эквивалентно выполнению тождества для кусочно-постоянных функций вида {\displaystyle f(x)=\left\lbrace {\begin{matrix}1,x\in (a;b)\\0,x\not \in (a;b)\end{matrix}}\right.}. Это сразу обеспечивает следствие равномерности из выполнения тождества для всех функций.
Более того, в случае равномерной распределённости последовательности, с помощью композиции таких функций и соответствующих умножений (на константу) и сложений пределов и интегралов можно доказать выполнение тождества для любой кусочно-постоянной функции.
Так как любая интегрируемая по Риману функция {\displaystyle f} может быть с точностью до величины интеграла {\displaystyle \varepsilon =\int _{0}^{1}{|f(x)-f_{1}(x)|dx}} аппроксимирована кусочно-постоянной функцией {\displaystyle f_{1}} (причём такой, что {\displaystyle \forall x:\ |f_{1}(x)-f(x)|<\varepsilon }) для {\displaystyle \varepsilon >0}, то
{\displaystyle {\Bigg |}{\lim \limits _{n\to \infty }{{\frac {1}{n}}\sum \limits _{k=1}^{n}{f_{1}(\xi _{k})}}-\int _{0}^{1}{f(x)dx}}{\Bigg |}={\Bigg |}{\int _{0}^{1}{f_{1}(x)dx}-\int _{0}^{1}{f(x)dx}}{\Bigg |}<\varepsilon }
{\displaystyle \exists N:\ \forall n>N:\ {\Bigg |}{{\frac {1}{n}}\sum \limits _{k=1}^{n}{f_{1}(\xi _{k})}-\int _{0}^{1}{f(x)dx}}{\Bigg |}<2\varepsilon }
Так как по определению {\displaystyle f_{1}} следует {\displaystyle {\Bigg |}{{\frac {1}{n}}\sum \limits _{k=1}^{n}{f(\xi _{k})}-{\frac {1}{n}}\sum \limits _{k=1}^{n}{f_{1}(\xi _{k})}}{\Bigg |}={\Bigg |}{{\frac {1}{n}}\sum \limits _{k=1}^{n}{(f(\xi _{k})-f_{1}(\xi _{k}))}}{\Bigg |}<{\frac {1}{n}}\sum \limits _{k=1}^{n}{|f(\xi _{k})-f_{1}(\xi _{k})}|<\varepsilon }, то для достаточно больших {\displaystyle n} будет выполнено
{\displaystyle {\Bigg |}{{\frac {1}{n}}\sum \limits _{k=1}^{n}{f(\xi _{k})}-\int _{0}^{1}{f(x)dx}}{\Bigg |}<\varepsilon },
Так как в эти рассуждения можно подставить сколь угодно малое {\displaystyle \varepsilon >0}, то это и означает, что
{\displaystyle \lim \limits _{n\to \infty }{{\frac {1}{n}}\sum \limits _{k=1}^{n}{f(\xi _{k})}}=\int _{0}^{1}{f(x)dx}}

## Следствия

### Критерий с тригонометрическими суммами
Теорема Вейля позволяет вывести прямую связь равномерности распределения с тригонометрическими суммами.
| Последовательность {\displaystyle \left({\xi _{n}}\right)_{n=1}^{\infty },\xi _{n}\in (0;1)} равномерно распределена в {\displaystyle (0;1)} тогда и только тогда, когда для любого целого {\displaystyle m\not =0} выполнено {\displaystyle \lim \limits _{n\to \infty }{{\frac {1}{n}}\sum \limits _{k=1}^{n}{e^{2\pi m\xi _{k}i}}}=0} |

Доказательство последнего утверждения проводится аналогично доказательству основной теоремы (см. выше), только вместо аппроксимации кусочно-линейной функцией используется аппроксимация частичными суммами ряда Фурье.
Константа {\displaystyle 0} в формуле фактически является значением интеграла {\displaystyle \int \limits _{0}^{1}{e^{2\pi mxi}dx}=0}.

#### Дробные части от кратных иррациональным
Благодаря формулировке теоремы, использующей тригонометрические суммы, легко вывести следующий результат:
| Обозначим через {\displaystyle \left\lbrace {x}\right\rbrace } дробную часть числа {\displaystyle x} Если {\displaystyle \xi \in {\mathbb {R} }} — иррациональное число, то последовательность {\displaystyle \left\lbrace {\xi }\right\rbrace ,\left\lbrace {2\xi }\right\rbrace ,\left\lbrace {3\xi }\right\rbrace ,\dots ,\left\lbrace {n\xi }\right\rbrace ,\dots } равномерно распределена в {\displaystyle (0;1)}. |

Для доказательства через критерий равномерности в тригонометрической форме достаточно оценить модуль тригонометрической суммы при иррациональном {\displaystyle \xi _{k}=k\xi } и целом {\displaystyle m\not =0}. Для этого можно воспользоваться простейшей формулой суммы геометрической прогрессии.
{\displaystyle {\Bigg \vert }{\sum \limits _{k=1}^{n}{e^{2\pi mk\xi }}}{\Bigg \vert }={\Bigg \vert }{\frac {e^{2\pi m\xi }-e^{2\pi m(n+1)\xi }}{1-e^{2\pi m\xi }}}{\Bigg \vert }={\frac {\vert {e^{2\pi m\xi }-e^{2\pi m(n+1)\xi }}\vert }{\vert {e^{2\pi m\xi }-1}\vert }}<{\frac {2}{\vert {e^{2\pi m\xi }-1}\vert }}}
Так как величина {\displaystyle \vert {e^{2\pi m\xi }-1}\vert } не зависит от {\displaystyle n}, то при каждом отдельном фиксированном {\displaystyle m\not =0} из неравенства выше следует
{\displaystyle \lim \limits _{n\to \infty }{{\frac {1}{n}}\sum \limits _{k=1}^{n}{e^{2\pi mk\xi i}}}=0}